# Cyrtopogon praepes
Cyrtopogon praepes là một loài ruồi trong họ Asilidae. Cyrtopogon praepes được Williston miêu tả năm 1883. Loài này phân bố ở vùng Tân Bắc giới.